# Hans Wörner
Hans „Hanne“ Wörner (* 1904 in Aldekerk, Kreis Geldern; † 1963) war ein deutscher Schriftsteller und Journalist.

## Leben

### Ausbildung und Kriegsdienst
Seine Eltern waren ein Königlicher Zollbeamter und eine Hausfrau, die beschlossen hatten, dass Hans Bankbeamter werden sollte. Nach dem Abitur arbeitete er in einem Kohlebergwerk und absolvierte die Bergbauakademie. In dieser Zeit heiratete er seine erste Frau und begann, Kurzgeschichten zu schreiben.
1930 verbrachte er den Urlaub auf Wangerooge. Er jobbte dort als Leuchtturmwärter und lernte die verheiratete Dorothea Aschenbrenner aus Berlin kennen, die als Direktrice in der Berliner Modebranche tätig war, kennen. Das Paar verliebte sich und beide ließen sich scheiden, zogen nach Hannover und bekamen zwei Töchter, Heidi (1935) und Imme (1941). Wörner schrieb in Niedersachsen seine ersten Romane und arbeitete als Journalist für diverse Verlage und Zeitungen, der sich in seinen Beiträgen politisch engagierte. Er hatte Erfolg, seine Romane wurden in Berlin verlegt und die Familie zog nach dort.
1939 wurde Wörner zum Kriegsdienst eingezogen und wurde verwundet aus Stalingrad ausgeflogen. Seine Familie wurde in Berlin „ausgebombt“ und floh mit nach Schlesien zu Verwandten. Während Wörner an die Westfront geschickt wurde, floh die Familie unter Luftangriffen mit dem Zug und zu Fuß nach Berlin und weiter in ein Dorf bei Bremen. Wörner wurde 1945 an der holländischen Grenze von den Engländern gefangen genommen und, da er gut Englisch sprach, wurde er Gefangenensprecher.

### Nach dem Zweiten Weltkrieg
Hans Wörner veröffentlichte nach der Kriegsgefangenschaft unter den Namen Tom Colt und Ralph Forell Wildwestromane für 50 Pfennig im Bastei Verlag. Er wurde Chefredakteur in Osnabrück und später bei der Braunschweiger Zeitung. Er veröffentlichte neben Romanen politische Essays in Heftform. Darunter Titel wie „SPD. Was ist geschehen“, „Was bringt uns Martin Niemöller“ und „So sieht der neue Barras aus“. Für den Stern reiste er in den 1950er Jahren durch Deutschland und interviewte Prominente und Politiker.
Die Verleger Union schrieb über ihn: „Er schöpfte seine Informationen ausschließlich aus direkten Gespräche. Nahm zwei Jahre hindurch jeden Anhalter in seinem Wagen mit, der an der Straße winkte. War bei Dr. Adenauer so gut wie bei Niemöller, sprach halbe Nächte lang mit Dr. Schumacher so gut wie mit Gewerkschaftern, Bankleuten, Flüchtlingen, Professoren, Heimkehrern.“ Seine TEX-Berichte für die Frankfurter Abendpost galten als eine neue Art von Journalistik, und seine Romane wurden im Stern und anderen Medien abgedruckt.
In Braunschweig schrieb Hanne Wörner seinen heute bekanntesten Roman „Wir fanden Menschen“. Er erschien erstmals 1948 und wurde bis 1986 immer wieder aufgelegt (zuletzt im Ullstein Verlag). Er kündigte, wurde freier Journalist und arbeitete u. a. für den Spiegel, wo er politische Interviews machte. Ein Rechtsanwalt managte aber betrog ihn, die Familie geriet in Geldprobleme und seine Probleme im Berufs- und Privatleben wuchsen. 1963 schnitt er sich in der Badewanne die Pulsadern auf.

### Zum Roman: Wir fanden Menschen
Im 1948 erschienenen Roman Wir fanden Menschen verarbeitete Hans Wörner seine Kriegseindrücke über die Verrohung der Menschen in Extremsituationen, über Hunger, Macht und Unterdrückung und die beiden Atombombenabwürfe und ihre Wirkung. Das Buch wurde bis 1986 bei Ullstein aufgelegt. Die Filmrechte wurden vermutlich noch in den 1950ern in die USA verkauft. Ein erstes Drehbuch entstand, das aber nie verfilmt wurde.

## Werke
- Briefe nach dem Westwall: Roman. Berlin: Keil-Verlag 1939.
- König am Jykän: Roman. Keil Verlag, Berlin 1940.
- Flugschüler Ungenat: Roman. Verlag August Scherl, Berlin 1941
- Der Tänzer auf dem Lügenseil: Roman. Deutsche Verlags-Expedition, Stuttgart 1942.
- Der Weg durch die Stadt: Roman. Keil Verlag, Berlin 1943.
- Wir fanden Menschen: Roman einer Expedition. Limbach, Braunschweig 1948.
- Flucht zu Daniela: Roman. Die Neue Lese, Berlin 1949.
- Neuer Mann in unserer Stadt: Roman eines abenteuerlichen Erlebnisses. Neue Lese, Berlin 1950.